# Monte Cocuzzo
Monte Cocuzzo (o Papogna) es un monte italiano de 1541 m s. n. m. que forma parte de los Apeninos meridionales en la provincia de Cosenza (Calabria). Se trata de la cima más alta de la Cadena Costera. 
Cocuzzo viene del latín Cacutium, que a su vez deriva del griego antiguo κακός κύτος (kakos kytos), esto es "mala piedra" o "mala cavidad", lo que hace pensar en un origen volcánico confirmado también por su forma cónica. Sin embargo, según la tesis prevalente, apoyada en las características geomorfológicas del terreno y de las rocas, la montaña es de formación dolomítica, y no es un volcán extinguido.  
El Monte Cocuzzo se encuentra en el territorio de Mendicino y limita al sur con los municipios de Lago y Belmonte Calabro, y al oeste con los municipios de Longobardi y Fiumefreddo Bruzio.